# Islamic Center of America
Het Islamic Center of America is een sjiitische moskee in Dearborn in de Amerikaanse staat Michigan. Het is de grootste moskee van Noord-Amerika en de oudste sjiitische moskee in de Verenigde Staten. Ze werd in 1963 gesticht in Detroit, maar verhuisde in 2005 naar een grotere nieuwbouw in 2005. In 2007 werd het gebouw gevandaliseerd en in 2011 werd een bomaanslag op de moskee door een binnenlandse terrorist verijdeld.